# París-Niça 1953
La París-Niça 1953 fou l'11a edició de la París-Niça. És un cursa ciclista que es va disputar entre el 12 i el 15 de març de 1953. La cursa fou guanyada pel francès Jean-Pierre Munch, de l'equip Arliguie, per davant dels francesos Roger Walkowiak (Pschitt) i Roger Bertaz (Auvergne).
El conjunt Bertin s'imposà en la classificació per equips.
El guanyador s'emportà 1.100.000 francs i un vestit a mida. El mallot canvià el color passant a ser d'or i blau.

## Participants
En aquesta edició de la París-Niça hi preneren part 64 corredors dividits en 6 equips de marques - Stella, La Perle, Bertin, Colomb, Arliguie i Royal-Fabric, 1 equip regional d'Auvergne, l'equip amateur Route de France i un combinat anomenat Pschitt. La prova l'acabaren 44 corredors.

## Resultats de les etapes
| Etapes              | Data       | Recorregut                          | Km     | Vencedor d'etapa  | Líder de la general |
| ------------------- | ---------- | ----------------------------------- | ------ | ----------------- | ------------------- |
| 1a etapa            | 12 de març | París - Bourbon-l'Archambault       | 291 km | Roger Bertaz      | Roger Bertaz        |
| 2a etapa            | 13 de març | Bourbon-l'Archambault - Sant-Etiève | 218 km | Albert Platel     | Albert Platel       |
| 3a etapa, 1r sector | 14 de març | Sant-Etiève - Vergèze               | 216 km | Valère Ollivier   | Albert Platel       |
| 3a etapa, 2n sector | 14 de març | Vergèze - Avignon                   | 64 km  | Jean-Pierre Munch | Albert Platel       |
| 4a etapa            | 15 de març | Avignon - Niça                      | 305 km | Jean-Pierre Munch | Jean-Pierre Munch   |

## Etapes

### 1a etapa
12-03-1953. París-Bourbon-l'Archambault, 291 km.
Sortida neutralitzada: Place de l'Hôtel de Ville de París
Sortida real: Villejuif.
|   | Ciclista          | Equip    | Temps      |
| - | ----------------- | -------- | ---------- |
| 1 | Roger Bertaz      | Auvergne | 7h 51' 53" |
| 2 | Maurice Blomme    | Bertin   | m. t.      |
| 3 | Jean-Pierre Munch | Arliguie | m. t.      |

### 2a etapa
13-03-1953. Bourbon-l'Archambault-Sant-Etiève, 218 km.
|   | Ciclista              | Equip    | Temps      |
| - | --------------------- | -------- | ---------- |
| 1 | Albert Platel         | Bertin   | 5h 17' 33" |
| 2 | Jacques Labertonniere | Arliguie | + 49"      |
| 3 | André Geneste         | Bertin   | m. t.      |

### 3a etapa, 1r sector
14-03-1953. Sant-Etiève-Vergèze, 216 km.
La sortida s'endarrerí 70 minuts en estar congelades les carreteres. Quan l'organització autoritza la disputa de l'etapa només Jean-Pierre Munch juntament amb dos corredors més s'atreveixen a prendre la sortida sota una forta pluja. La resta del pilot surt 1 hora i 40 minuts més tard al mantindre's refugiat sota sostre.
|   | Ciclista        | Equip    | Temps      |
| - | --------------- | -------- | ---------- |
| 1 | Valère Ollivier | Bertin   | 6h 46' 49" |
| 2 | Roger Bertaz    | Auvergne | m. t.      |
| 3 | Roger Walkowiak | Pschitt  | m. t.      |

### 3a etapa, 2n sector
14-03-1953. Vergèze-Avignon, 64 km.
|   | Ciclista          | Equip    | Temps      |
| - | ----------------- | -------- | ---------- |
| 1 | Jean-Pierre Munch | Arliguie | 1h 57' 56" |
| 2 | Jean Baldassari   | La Perle | m. t.      |
| 3 | Roger Walkowiak   | Pschitt  | m. t.      |

### 4a etapa
15-03-1953. Avignon-Niça, 305 km.
Arribada situada al Passeig dels Anglesos.
|   | Ciclista          | Equip        | Temps      |
| - | ----------------- | ------------ | ---------- |
| 1 | Jean-Pierre Munch | Arliguie     | 9h 52' 03" |
| 2 | Marcel Guitard    | Royal-Fabric | + 2' 45"   |
| 3 | Jean Robic        | Colomb       | + 4' 09"   |

## Classificacions finals

### Classificació general
|    | Ciclista          | Equip        | Temps       |
| -- | ----------------- | ------------ | ----------- |
| 1  | Jean-Pierre Munch | Arliguie     | 32h 28' 33" |
| 2  | Roger Walkowiak   | Pschitt      | + 3' 18"    |
| 3  | Roger Bertaz      | Auvergne     | + 3' 21"    |
| 4  | Maurice Blomme    | Bertin       | + 4' 46"    |
| 5  | Marcel Guitard    | Royal-Fabric | + 6' 09"    |
| 6  | Ugo Anzile        | Pschitt      | + 6' 11"    |
| 7  | Jean Bobet        | Stella       | + 6' 38"    |
| 8  | Jean Robic        | Colomb       | + 7' 00"    |
| 9  | Roger Decock      | Bertin       | + 7' 56"    |
| 10 | Marcel Huber      | La Perle     | + 10' 07"   |

## Evolució de les classificacions
| Etapa (Vencedor)                        | Classificació general |
| --------------------------------------- | --------------------- |
| 0Etapa 1 (Roger Bertaz)                 | Roger Bertaz          |
| 0Etapa 2 (Albert Platel)                | Albert Platel         |
| 0Etapa 3, 1r sector (Valère Ollivier)   | Albert Platel         |
| 0Etapa 3, 2n sector (Jean-Pierre Munch) | Albert Platel         |
| 0Etapa 4 (Jean-Pierre Munch)            | Jean-Pierre Munch     |